# Мянкіелі
Мянкіелі (фін. meänkieli, «наша мова»), або торнедальська фінська (швед. tornedalsfinska) — один з діалектів фінської мови, який отримав офіційний статус мови меншин в Швеції.
На мянкіелі розмовляють в північних частинах Швеції, в долині річки Турнеельвен.
Meänkieli складається з трьох основних діалектів:
- Торнедалський у комунах Паяла, Евертурнео та Хапаранда.
- Єлліварський в комуні Єлліваре.
- Ланнанкіелі в муніципалітеті Кіруна.[1]

Мянкіелі відрізняється від стандартної фінської так само, як і інші фінські діалекти, за винятком деяких запозичень зі шведської. Різниця між мовою та діалектом вважається[ким?] радше політичним і лінгвосоціологічним питанням, ніж лінгвістичним визначенням.
Оскільки фінська мова, якою розмовляли по обидва боки кордону, не мала статусу мови, а сприймалася як фінський діалект, існувало кілька назв цієї мови. Таким терміном був Meän kieli — «наша мова». Фіно-фінську мову називали «täysi suomi» («повна фінська») або «oikea suomi» («справжня фінська»), або «suomen suomi» («фінська фінська»). У другій половині 1980-х років у Швеції термін meänkieli почав використовуватися в більш офіційному контексті. У Фінляндії використовуються як «meänkieli», так і «torniojokilaakson suomi» («торнедальська фінська»). Мянкіелі вважається мовою, що вмирає.

## Мянкіелі і фінська мова
Мянкіелі взаємно зрозумілий з деякими іншими діалектами фінської мови, хоча в силу історичних причин останні два століття розвивався у відриві від основного масиву фінської мови під впливом шведської і в меншій мірі саамської мов. Мянкіелі найближче стоїть до західно- і східнофінських діалектів.
В результаті проведеної шведським урядом мовної політики мянкіелі зберіг багато слів, які більше не вживаються у фінській мові або, навпаки, з'явилися в ній після 1809 року. Однак мянкіелі відрізняється від стандартної фінської не лише кількістю шведських і саамських запозичень: існують помітні відмінності в фонології, морфології і синтаксисі; правда, багато які з відмінних рис мянкіелі зустрічаються і у власне фінських діалектах.
Лінгвістичні відмінності меянкіелі від стандартної фінської, а також деякі соціолінгвістичні міркування привели до того, що в Швеції в останні роки він став розглядатися як окрема мова. У Фінляндії, навпаки, він продовжує вважатися фінським діалектом (у дійсності, різниця між «мянкіелі» шведської комуни Евертурнео і діалектом фінської громади Юліторніо практично невідчутна).